# 塞利尼
塞利尼（法語：Céligny）是瑞士日内瓦州的一个镇，位于日内瓦市区以北，莱芒湖右岸。塞利尼由日内瓦州在沃州的两块外飞地组成。
好莱坞著名英国演员理查德·伯顿晚年在塞利尼居住，并埋葬于此。

## 外部連結
- （法文）塞利尼官方网站 （页面存档备份，存于）